# 狭基钩毛蕨
狭基钩毛蕨（学名：Cyclogramma leveillei）为金星蕨科钩毛蕨属下的一个种。

## 扩展阅读
- 維基物種上的相關：狭基钩毛蕨